# Къпина
Къпината (Rubus) е род храсти от семейство розови (Rosaceae).
Известни са около 250 вида, разпространени в Европа, Северна Америка и Средна Азия. В България растат около 45 – 50 вида, предимно в равнинните местности, по сухи хълмове и по скалистите части на планините. Селекционирани са около 100 сорта.
Плодовете съдържат 4 – 8 % захари, 0,8 – 1,4% органични киселини, витамин C, каротин и др. Използват се в прясно състояние и преработени (сиропи, сокове, нектари, компоти, конфитюри, вина и замразени). Продължителността на активно използване на растението е 12 – 15 години.
Къпините са и много добър антиоксидант. Според дългогодишни изследвания на Американския щатски департамент по земеделието (USDA), къпините заемат второто място в скалата – „Капацитет за абсорбиране на кислородни радикали“ (Oxygen Radical Absorbent Capacity) -340 (ORAC стойност на 1 г плод).

## Популярни култивирани сортове
- Бойсен
- Бразос
- Дароу
- Елдорадо
- Йънг
- Ранжер
- Смутстем
- Торнфрий
- Уилсън
- Харвест
- Ърли

## В българския фолклор
В българската фолклорна традиция къпината е смятана за творение на дявола, с което той се стреми да съблазни хората, тъй като къпините започват да зреят преди гроздето, което пък е приемано за дар от Бог. По тази причина има забрани да се ядат къпини преди да се освети и яде първото грозде, което според обичая става на Преображение Господне.

## Други
На къпината са наречени улиците „Къпина“ (Карта) и „Къпинка“ (Карта) в квартал „Драгалевци“ в София.